# Ferme de la Grand-Maison
La ferme de la Grand-Maison est une ferme située à Bécon-les-Granits, en France.

## Localisation
La ferme est située dans le département français de Maine-et-Loire, sur la commune de Bécon-les-Granits.

## Historique
L'édifice est inscrit au titre des monuments historiques en 1988.
Il y a bien longtemps la Grand’Maison se situait sur la grande route de Rennes… Aujourd’hui, et depuis la création de la route de Rennes sous Napoléon III, celle-ci n’est plus qu’une petite route de desserte locale qui se termine en sentier pédestre. Autrefois cette route desservait également le château du Bois-Guignot, cela explique que l’entrée principale, avec sa belle grille ouvragée, soit à l’opposé de son accès. 
Malgré son âge, la Grand’maison a encore fière allure avec ses murs en bon granit du pays (granit doré et non bleu car c’est du granit de surface et non du granit de profondeur) et sa toiture à deux pentes entre des pignon à rondelis surmontés de grosses cheminées de schiste ardoisier. Sa tourelle carrée en avant-corps a malheureusement été réduite dans sa hauteur. 
On notera ses baies à meneaux aux fines moulures taillées dans le dur granit qui signe une construction de XVIe siècle. À l’arrière, on découvre un surprenant jeu de toiture au charme particulier ainsi qu’un vieux puits carré à margelle ouvragée. Hélas ce dernier a perdu son pavillon en ardoise. Il était porté par une charpente à quatre piliers de bois selon un modèle typiquement angevin. 
À ce jour, on ne sait dire où se trouvait la chapelle signalée en 1603 à l’occasion d’un service à célébrer pour le repos de l’âme de Perrine Ragot, Dame de la Grand’maison. De même, on ne peut situer exactement l’emplacement de la grande avenue qui reliait la bâtisse au bourg de Bécon. 
Le premier nom rattaché à l’histoire de la Grand’maison est celui de Jeanne de la Marqueraye, issue d’une famille qui avait servi le roi Henri II, comte d’Anjou, à l’époque où il fondait l’hôpital Saint-Jean à Angers. 
Cette dame, décédée en 1527, avait épousé, en premières noces, messire Maurice Mesnard, sieur de la Gâlicheraie à Bécon, puis, en secondes noces et, vers 1500, l’« honorable homme et sage maître René Ragot », président en l’élection d’Alençon. De la première union naquirent Guillaume (curé de Saint-Sulpice de Serans en 1505) et Marguerite qui apportera la Gâlicheraie à son époux : Jean Sénéchal, sieur de la Picoulaie. 
De la deuxième union est née Perrine Ragot, ci-dessus évoquée pour la messe dite à son intention en la chapelle de la Grand’maison. Elle en avait hérité. 
Vraisemblablement elle mourut très âgée le 18 octobre 1602. Mariée à René Garreau, ils eurent cinq enfants dont Marie. Marie épouse Julien Besnard, sieur de la Corne de Cerf, notaire en la Cour de Bécon en 1579. (Il sera inhumé le 14 juin 1596 devant l’autel Sainte-Barbe en l’église du Louroux-Béconnais.) 
De cette nouvelle union, naquit Françoise Besnard baptisée le 24 avril 1585 et qui va épouser au Louroux, le 25 novembre 1611, Pierre Bodard, sieur de la Philipperie, notaire de la Baronnie de Bécon. Quelques années plus tard le ménage s’installa à la Grand’maison où allaient naître, au moins, deux de leurs fils en 1622 et 1625 : André et Pierre. 
C’est vraisemblablement à l’occasion du mariage de Pierre (le fils) que fut gravée la pierre placée aujourd’hui sur le mur d’un petit bâtiment à l’arrière du logis, et qui porte l’inscription « Pierre Bodard 1645 » encadrée par deux cœurs. 
André allait succéder à la charge notariale et Pierre fut procureur fiscal de la Baronnie. Pierre était un personnage important et un de ses fils eut pour parrain, en 1661, le conseiller et aumônier du Roi (dom Jacques Gaultier, révérendissime abbé de Pontron). 
À la génération suivante, c’est encore un 3e Pierre Bodard, sieur de la Grand’maison et officier au grenier à sel de Candé qui occupa les lieux. 
C’est ce dernier qui, en 1688, s’installa à la seigneurie de La Jacopière à Craon, propriété de son épouse. La famille s’éloigna donc de Bécon en 1692. 
La Grand’maison fut alors transformée en auberge. 
Jacques Stuart II, roi catholique d’Angleterre (également nommé Jacques Stuart VII, roi d’Écosse) y séjourna au moment de sa fuite en France, car chassé de son royaume protestant en 1690. 
On trouve également trace du passage d’un convoi de galériens en 1691, l’un d’entre eux y étant décédé. 
Un autre acte de décès dans les lieux est transcrit et concerne le fils d’un contrôleur de la Bouche du Roi… Il avait pris pension chez l’hôtesse de la Grand’maison : maîtresse Ropart, veuve François Chavrun. 
En 1766, une fois de plus par l’intermédiaire d’un acte de décès, on trouve mention de la mort de Renée Houdet, veuve de messire Claude Deroger de la Motte, « hôte aubergiste au lieu de la Grand’maison ». 
En 1840 l’auberge est vendue à Sidonie Prévost de la Chauvelière, vicomtesse de Scépeaux demeurant au château du Bois-Guignot à Bécon. La Grand’maison changea alors à nouveau de destination puisqu’elle alla rejoindre les autres exploitations agricoles du domaine du Bois Guignot. 
Le hasard (ou non ?) fit bien les choses, en effet, en 1702, une petite fille Bodard, Rose Le Prestre, avait épousé René Joseph de Scépeaux du Bois Guignot. 
Ainsi de façon indirecte, et à travers les siècles, un lien familial persista entre les propriétaires successifs de la Grand’maison. (Bodard de la Jacopière, Scépeaux de Vieilleville, Maillé de la Tourlandry) 
C’est la famille Neveu qui fut la dernière famille de fermiers Grand’maison. Une famille béconnaise méritante et généreuse dont les enfants et orphelins adoptés grandirent ensemble à la Grand’maison. 
Ils quittèrent les lieux en 1962 pour une juste retraite et la Grand’maison, inhabitée, allait alors considérablement se dégrader. 
Louée à un marchand de bêtes, elle allait
subir bien des outrages : seules les bêtes y vivaient et séjournaient partout, indifféremment, entre les étables et le corps d’habitation ! C’est ainsi que ses portes et fenêtres ayant disparu, elle allait devenir le territoire d’aventure préféré des gamins du village… 
C’est aux environs des années 1990, qu’une des héritières du Bois Guignot, sensible à la détresse de ces vieilles pierres, eut l’initiative de solliciter l’inscription de la Grand’maison à l’Inventaire supplémentaire des monuments historiques. Sa protection contre diverses menaces est ainsi assurée. 
Elle décida alors de la restaurer pour s’y installer : la toiture, les planchers furent refaits, les terres cuites déposées, nettoyées et réinstallées, les meneaux qui avaient disparu furent retaillés, les portes et fenêtres furent rouvertes et, de nouveau, après avoir été abandonnée pendant 30 années, en 1992, la Grand’maison fut habitée.